# Ruellia beddomei
Ruellia beddomei är en akantusväxtart som beskrevs av C. B. Cl.. Ruellia beddomei ingår i släktet Ruellia och familjen akantusväxter. Inga underarter finns listade i Catalogue of Life.